# Сенегалска кухиња
Кухиња Сенегала је западноафричка кухиња под утицајем северноафричке, француске и португалске кухиње и потиче од многих етничких група од којих је највећа Волоф. Ислам, који је први пут ушао у регион у 11. веку, такође игра улогу у кухињи. Сенегал је био колонија Француске до 1960. године. Још од своје колонизације, емигранти су пренели сенегалску кухињу у разне друге регионе.
Пошто се Сенегал граничи са Атлантским океаном, риба је веома важна у сенегалској кухињи. Користе се и пилетина, јагњетина, грашак, јаја и говедина, али свињетина није због претежно муслиманске популације нације.
Кикирики, примарни усев Сенегала, као и кус- кус, бели пиринач, слатки кромпир, сочиво, црнооки грашак и разно поврће, такође су укључени у многе рецепте.

Популарни свежи сокови се праве од хибискуса, ђумбира, bouye (изговара се 'бува', што је плод дрвета баобаба, познатог и као "воће мајмунског хлеба"), манга или другог воћа или дивљег дрвећа.
Десерти су веома богати и слатки, комбинујући домаће састојке са стилом карактеристичним за француски утицај на кулинарске методе Сенегала. Често се послужују са свежим воћем и традиционално их прате кафа или чај. 

## Оброци
- Thieboudienne или chebu jën  — „Риша од рибе“. Названо је националним јелом Сенегала, састоји се од укусне рибе која је маринирана са першуном, лимуном, белим луком, луком. Poulet yassa
- Thiébou yapp или chebu yap — „Пиринач од меса“. Обично се кува са говедином (или јагњетином) која се прво пржи и украшава луком, белим луком, црним бибером, црвеном паприком и сољу (и другим састојцима).
- Thiébou guinar или chebu ginaar — „Пиринач од пилетине“. Пилетина се прво пржи са зачинским биљем и зачинима, а касније се потопи у воду и сенф. Када треба додати пиринач, обично се украшава шаргарепом. [1]
- Thiébou guerté or chebu gerte — „Пиринач од кикирикија“.
- Yassa — Сада популарна у другим западноафричким земљама, yassa је пилетина или риба прво маринирана зачинима, а затим динстана са луком, белим луком, сенфом и лимуновим соком.
- Chere — кус-кус од проса који се налази у Сенегалу, Гамбији и Мауританији.
- Maafe— зачињена риба, пилетина, јагњетина или говедина кувана са поврћем у сосу од парадајза и путера од кикирикија.
- Bassi-salté — Традиционални гулаш, [2] зачињено месо кувано са парадајз пастом и поврћем.
- Sombi —слатка супа од млека и пиринча. [3]
- Capitaine à la Saint-Louisienne — смуђ пуњен зачинима. [4]
- Footi— сос од поврћа [5]
- Ndambé [6] — пасуљ куван у зачињеној парадајз пасти, који се обично сервира на хлебу као сендвич за доручак.
- Fattaya— најчешће улична храна, пржено тесто пуњено помфритом. [7]

## Десерти
- Thiakry — пудинг од кус-куса.
- Lakh - пудинг
- Cinq Centimes — колачић од пет центи, колачић од кикирикија популаран на пијацама. [8]
- Banana glacé — софистицирани десерт од супе од банане који је креирао власник ресторана Мамадоу, у Дакару. [9]

## Пића
- Млеко у праху — које се увози — има предност у односу на друга локална млека. Сирово млеко је веома популарно.
- Конзумација свежег воћног сока није честа појава.
- Bissap је најпопуларнији напитак. То је љубичасто-црвени сок направљен од цветова хибискуса, воде и шећера.
- Пију се и други сокови: dakhar (сок од тамаринда), gingembre (варка од ђумбира), боуие (пиће од плода баобаба, позната и као "мајмунски хлеб").
- Чај је такође веома популаран.
- Доступна су локална пива (Gazelle и Flag), али конзумирање алкохола није веома популарно с обзиром да је већина становништва муслиманска (95%).